# Пті-Кануан
Пті-Кануан (англ. Petite Canouan) — острів у складі архіпелагу Гренадини, розташований в південній частині Навітряних островів, Карибського моря. Острів входить до складу держави Сент-Вінсент і Гренадини на правах залежної території. Площа острова — 0.20 км². Клімат тропічний пасатний, вологий. 